# Liste der Bodendenkmale in Rackwitz
In der Liste der Bodendenkmale in Rackwitz sind die Bodendenkmale der Gemeinde Rackwitz und ihrer Ortsteile nach dem Stand der Auflistung von Klaus Kroitzsch und Harald Quietzsch aus dem Jahr 1984 aufgelistet. Eventuelle Änderungen und Ergänzungen, insbesondere aus der Zeit nach der Wende, sind nicht berücksichtigt, da für Sachsen aktuell keine neueren allgemein zugänglichen Bodendenkmallisten vorliegen. Die Baudenkmale sind in der Liste der Kulturdenkmale in Rackwitz aufgeführt.
| Denkmal-ID | Fundart            | Ortsteil  | Bezeichnung             | Zeitstellung             | Lage                                                                   | Bemerkungen | Bild |
| ---------- | ------------------ | --------- | ----------------------- | ------------------------ | ---------------------------------------------------------------------- | --- | ---- |
| ?          | Befestigung > Burg | Zschortau | Wehranlage „Bergkeller“ | Mittelalter              | südlicher Ortsrand, Gutspark, östlich des Teichs                       | Turmhügel ohne Graben, Ostseite neuzeitlich unterkellert, Schutz seit 24. Juli 1957                               |      |
| ?          | Befestigung > Wall | Zschortau | Erdwerk                 | Mittelalter oder Neuzeit | südlicher Ortsrand, Gutspark, südöstlich des Teichs und des Turmhügels | 75 m langer Wallzug, nach Süden ausgebogen, südlich zwei verflachte Gräben vorgelagert, Schutz seit 24. Juli 1957 |      |